# Carbonio quaternario
Un atomo di carbonio è detto quaternario se in una molecola (o ione molecolare) è legato ad altri quattro atomi di carbonio. Il composto più semplice che presenta un carbonio quaternario è il tetrametilmetano (neopentano), l'alcano di formula C(CH3)4. Stante la definizione, molecole contenenti un C quaternario hanno almeno cinque atomi di carbonio.
Il carbonio quaternario può essere un centro chirale della molecola cui appartiene; la condizione necessaria è che i quattro carboni ad esso uniti facciano parte di gruppi tutti diversi tra loro.
Con opportuno adattamento, la definizione si può estendere anche ad altri atomi, detti a loro volta atomi quaternari; per quelli del gruppo del carbonio (EIV), come il silicio, il germanio, lo stagno e il piombo non si richiedono modifiche e si hanno ad esempio composti di formula EIV(CH3)4, come il tetrametilsilano, il tetrametilgermano, il tetrametilstagno e l'analogo del piombo (meno stabile); per quelli del gruppo dell'azoto si richiede, per essere isoelettronici, che l'atomo centrale abbia una carica formale positiva, come accade nei sali di tetraalchilammonio (R4N+X−), tetraalchilfosfonio (R4P+X−) e tetraalchilarsonio (R4As+X−).

## Caratteristiche ed esempi
La definizione implica che un carbonio quaternario sia ibridato sp3 e sia quindi tetracoordinato in ambiente localmente tetraedrico. Gli idrocarburi, composti binari del carbonio tetravalente con l'idrogeno, possono contenere un carbonio quaternario (o più di uno) se tale atomo di carbonio è saturo e presente in un idrocarburo ramificato: oltre al caso del  neopentano menzionato sopra, nell'isoottano ((CH3)3CCH2CH(CH3)2) il C-2 è quaternario, come pure il carbonio centrale nel pentaeritritolo; può essere presente anche in cicloalcani (es.: il C-1 nell'1,1-dimetilciclopropano), in bicicloalcani (es.: il  C-1 e il C-7 nel bornano (o canfano)); ancora in idrocarburi spiranici, il più semplice dei quali è lo spiropentano ((CH2)2C(CH2)2)).
La definizione data all'inizio comporta che un carbonio quaternario formi quattro legami carbonio-carbonio; tuttavia, occorre attenzione a non invertire quest'ultima affermazione: nel propino (CH3−C≡C−H) il carbonio in posizione 2 forma 4 legami complessivi con atomi di carbonio ma è legato a due soli carboni; analogamente per il carbonio in posizione 2 dell'isobutene ((CH3)2C=CH2), che è legato 3 soli carboni.